# Ложный паротит Герценберга
Ложный паротит Герценберга (синонимы: Псевдопаротит Герценберга, Лимфогенный паротит) — острый серозный лимфаденит внутрижелезистых лимфоузлов околоушной области, процесс чаще всего односторонний. Морфологической основой является плотный болезненный или малоболезненный ограниченный инфильтрат в околоушной области. Поражаются лимфатические узлы глубокой группы, заложенные под капсулой и внутри околоушной железы. Паренхима и протоки околоушной слюнной железы, как правило, не вовлечены в воспаление.  Р. Л. Герценберг (1926) предложил воспалительный процесс в инкапсулярных лимфатических узлах околоушной железы называть ложным паротитом. Он установил, что область седьмого и восьмого зубов нижней челюсти, носоглотки и миндалины сообщаются по лимфатическим путям с околоушными лимфатическими узлами.
С данным заболеванием часто приходится дифференцировать эпидемический паротит и сиалоаденит.

## Этиология. Патогенез
Воспаление лимфатических узлов, лежащих в толще околоушной железы, возникает в результате поступления инфекции из области корня языка, вторых и третьих нижних больших коренных зубов, часто при затрудненном прорезывании «зубов мудрости», либо из носоглотки или миндалин, с которыми указанные лимфатические узлы тесно связаны. По классификации данная патология относится к лимфаденитам, но некоторые авторы относят её к острым сиаладенитам.

## Клиническая картина
Клиническая картина соответствует острому лимфадениту. Поражается, как правило, одна околоушная слюнная железа. Пациент жалуется на появление уплотненного болезненного участка в околоушной области, в некоторых случаях - на ограничение открывания рта. Уплотнение увеличивается постепенно, на протяжении 2-3 нед. Часто имеются симптомы интоксикации, повышение температуры тела до 37,5—38°С.
При внешнем осмотре в каком-либо отделе околоушной слюнной железы обнаруживают ограниченный плотный болезненный участок. Цвет кожных покровов обычно не изменен. Слюноотделение не нарушено, из околоушного протока выделяется прозрачная жидкость. Пальпаторно определяется плотный болезненный инфильтрат, подвижность его ограничена, отмечаются припухлость околоушной железы, напряженность кожных покровов, покрывающих её.

## Прогноз
Прогноз при ложном паротите в большинстве случаев благоприятный при условии ликвидации основного очага воспаления.

## Исход
При своевременно начатом лечении и при раннем устранении причины происходит обратное развитие воспалительного процесса. Воспаление в области железы, как правило, стихает медленно, на протяжении 2-3 нед происходит рассасывание инфильтрата.
В некоторых случаях происходит абсцедирование лимфоузла и вскрытие гнойника в протоки железы. Гной будет выделяться через устье выводного протока. При этом воспалительный инфильтрат медленно рассасывается, плотный узел в области железы может сохраняться на протяжении нескольких недель.
Описаны случаи, когда при нарастании воспалительных явлений возникает выраженный периаденит, затрагивающий ткань слюнной железы. В данном случае возможно распространение воспалительного процесса в сторону кожных покровов. Появляются боль, отек. Кожа, покрывающая область инфильтрата, краснеет, постепенно спаивается с инфильтратом. Часто наступает абсцедирование в железе.

## Лечение
Раннее выявление и устранение причины воспаления. При серьезном воспалении лечебные мероприятия должны быть направлены на купирование патологических явлений и восстановление слюноотделения. Дополнительным методом лечения при ложном паротите является назначение физиотерапевтических средств — сухого тепла, электрического поля УВЧ и др.